# Timothy Kirkhope
Timothy Kirkhope (n. 29 aprilie 1945) este un om politic britanic, membru al Parlamentului European în perioadele 1999-2004 si 2004-2009 din partea Regatului Unit.
1. 1 2  Hansard 1803–2005